# 耶范特·特奇安
耶范特·特奇安（英語：Yervant Terzian，1939年2月9日—2019年11月25日）是一位美国天文学家，1979至1999年间为康奈尔大学天文学院教授

，主要著作有《卡尔·萨根的宇宙》（Carl Sagan's Universe）等，曾为《天文物理期刊》（	The Astrophysical Journal）的编辑

## 生平
耶范特·特奇安1939年出生在埃及王國的亚历山大港，母亲是希腊渔家女，父亲是亚美尼亚商人，且是亚美尼亚大屠杀的幸存者。他在开罗的亚美尼亚学校完成了初等教育，之后进入開羅美國大學就读本科，1960年毕业后移民美国，在印第安纳大学就读，分别于1963年和1965年获得天文学的硕士与博士学位。